# Winnemucca (Nevada)
Winnemucca város az USA Nevada államában, Humboldt megyében, melynek megyeszékhelye is. Lakosainak száma 8431 fő (2020. április 1.).

## Közlekedés

### Vasút
A települést napi egy pár California Zephyr néven futó Amtrak távolsági vonatjárat érinti.

## Népesség
A település népességének változása:

| 2010 | 7 396 |
| 2020 | 8 431 |